# Gryon titan
Gryon titan är en stekelart som beskrevs av Lubomir Masner 1979. Gryon titan ingår i släktet Gryon och familjen Scelionidae. Inga underarter finns listade i Catalogue of Life.